# Красная Долина (Крым)
Кра́сная Доли́на  (укр. Красна Долина, крымскотат. Krasnaya Dolina, Красная Долина) — село в Красногвардейском районе Крыма, входит в состав Новопокровского сельского поселения (согласно административно-территориальному делению Украины — Новопокровского сельского совета Автономной Республики Крым).

## Население
| 2001 | 2014 |
| ---- | ---- |
| 72   | ↘59  |

Всеукраинская перепись 2001 года показала следующее распределение по носителям языка
| Язык             | Процент |
| ---------------- | ------- |
| крымскотатарский | 58.33   |
| русский          | 26.39   |
| украинский       | 11.11   |
| белорусский      | 1.39    |

### Динамика численности
| - 1926 год — 23 чел. - 1939 год — 157 чел. - 1989 год — 69 чел. | - 2001 год — 72 чел. - 2009 год — 62 чел. - 2014 год — 59 чел. |

## Современное состояние
На 2017 год в Красной Долине числится 1 улица — Заречная; на 2009 год, по данным сельсовета, село занимало площадь 45,6 гектара на которой, в 24 дворах, проживало 62 человека. Село связано автобусным сообщением с райцентром и соседними населёнными пунктами.

## География
Красная Долина — село на востоке района, в степном Крыму, на левом берегу Салгира в нижнем течении, высота центра села над уровнем моря — 22 м. Расположено у границы с Нижнегорским районом. Соседние сёла: Новодолинка в 0,7 км на юг и Коренное Нижнегорского района в 1 км на восток. Расстояние до райцентра — около 23 километров (по шоссе), там же ближайшая железнодорожная станция — Урожайная.

## История
Впервые в доступных источниках село встречается в Списке населённых пунктов Крымской АССР по Всесоюзной переписи 17 декабря 1926 года, согласно которому в селе Красная Долина, Владиславского сельсовета Джанкойского района, числилось 6 дворов, все крестьянские, население составляло 23 человека. В национальном отношении учтено: 12 русских и 11 украинцев. Постановлением Президиума КрымЦИКа «Об образовании новой административной территориальной сети Крымской АССР» от 26 января 1935 года был создан немецкий национальный (лишённый статуса национального постановлением Оргбюро ЦК КПСС от 20 февраля 1939 года) Тельманский район (с 14 декабря 1944 года — Красногвардейский) и село включили в его состав. По данным всесоюзной переписи населения 1939 года в селе проживало 157 человек.
После освобождения Крыма от фашистов, 12 августа 1944 года было принято постановление № ГОКО-6372с «О переселении колхозников в районы Крыма» по которому в район из областей Украины и России переселялись семьи колхозников, а в начале 1950-х годов последовала вторая волна переселенцев из различных областей Украины. С 25 июня 1946 года Красная Долина в составе Крымской области РСФСР. 26 апреля 1954 года Крымская область была передана из состава РСФСР в состав УССР. Время включения в Новопокровский сельсовет пока не установлено: на 15 июня 1960 года село уже числилось в его составе. По данным переписи 1989 года в селе проживало 69 человек. С 12 февраля 1991 года село в восстановленной Крымской АССР, 26 февраля 1992 года переименованной в Автономную Республику Крым. С 21 марта 2014 года в составе Крыма аннексирована Россией.